# 젤다의 전설
《젤다의 전설》은 일본의 비디오 게임 개발자들 미야모토 시게루와 테즈카 타카시가 기획한 액션 어드벤처 게임 시리즈이다. 닌텐도가 대부분의 게임들을 전담해 개발하고 배급했으나 일부 작품의 경우 캡콤, 그레조, 코에이 테크모같은 기업들이 개발했다. 액션 롤플레잉 게임과 액션 어드벤처를 결합한 고유의 게임플레이가 특징이다.
《젤다의 전설》 시리즈에서는 엘프 모습을 한 하일리안 청년 링크와 하일리아 여신의 환생 젤다가 두 주인공으로서 등장하며, 게임의 무대가 되는 하이랄 왕국을 위협하는 마왕 가논돌프를 물리쳐 세계를 구하는 것이 주된 이야기이다. 가논돌프는 하이랄의 세 여신이 남긴 성스러운 유물 트라이포스를 사용해 세계를 자신이 원하는 어둠의 모습으로 만들고자 하는 목적을 가진 악당이다. 트라이포스는 각각 용기, 지혜와 힘을 상징하는 삼각형 모양의 세 유물로 구성됐다. 각 작품에서의 링크와 젤다는 직속 후속작이 아닌 이상 모습만 유사한 서로다른 인물들이나, 링크는 왼손잡이이며 녹색옷을 입는 등의 시리즈에 걸친 공통점이 존재한다.
2010년 4월을 기준으로, 젤다의 전설 시리즈는 첫번째 게임인 《젤다의 전설》 출시 이후 5천 9백만장을 팔았으며, 첫 작은 NES 소프트웨어 중 4번째로 가장 많이 팔린 것으로 기록되었다. 평가가 매우 좋기로 유명하며 이 시리즈는 15개의 닌텐도 하드웨어 기반의 공식 소프트웨어가 있으며, 여러 가지 외전도 존재하고 있다. 북미 지역에서는 1989년에 해당 게임을 바탕으로 한 애니메이션을 방영, 제작하였으며, 일본에서는 여러 만화책도 제작되었다. 이 시리즈의 최신작은 닌텐도 Wii U, 스위치 기반으로 젤다의 전설 브레스 오브 더 와일드가 2017년 3월 3일(일본 기준)에 출시되었다.

## 줄거리

### 배경
《젤다의 전설》의 주무대는 중세 서유럽의 영향을 받은 가상의 판타지 세계 '하이랄 왕국'이다. 작중의 하이랄 왕국에 대한 모습은 《신들의 트라이포스》, 《시간의 오카리나》, 《바람의 지휘봉》, 《황혼의 공주》, 《스카이워드 소드》 등 시리즈가 전개됨에 따라 다양한 지역과 심도있는 역사가 추가됐다. 하이랄의 주요인구는 엘프같은 뾰족한 귀를 지닌 인간체 하일리아인이며 플레이어 캐릭터 링크와 공주 주역 젤다 또한 하일리아인이다.
《젤다의 전설》의 가상 세계관은 각 게임마다 다르다. 대체적인 역사시간선에서 가논이 여러 번 침략을 해왔고 왕가의 공주와 마스터 소드에게 선택받은 용사가 가논돌프 또는 가논을 물리쳤다.

### 줄거리
게임 내 배경역사에 의하면 하이랄의 시계는 세 명의 여신 넬, 펠, 딘이 창조했다. 승천하기 전에 여신들은 사용자에게 막강한 힘을 부여하는 성물 트라이포스을 세계에 남겨뒀다. 트라이포스는 세 개의 황금삼각형으로 구성되며 각 삼각형은 힘, 용기와 지혜를 상징한다. 허나 트라이포스는 선악을 구분하지 않기 때문에 사용자의 어떤 소원이든 들어준다.

#### 가상 시간선
| - 스카이워드 소드 - 이상한 모자 - 4개의 검 - 시간의 오카리나                                                            |                                           |                                                 |
| 용사 패배 | 용사 승리                                 | 용사 승리                                       |
| 용사 패배 | 소년 시절                                 | 청년 시절                                       |
| - 신들의 트라이포스 - 꿈꾸는 섬 - 이상한 나무열매 - 신들의 트라이포스 2 - 트라이포스 삼총사 - 젤다의 전설 - 링크의 모험 | - 무쥬라의 가면 - 황혼의 공주 - 4개의 검+ | - 바람의 지휘봉 - 몽환의 모래시계 - 대지의 기적 |
| - 브레스 오브 더 와일드 - 티어스 오브 더 킹덤                                                                           |                                           |                                                 |

《젤다의 전설》 시리즈 내의 작품간의 관계 및 시간선은 오랫동안 플레이어의 토론주제였다. 시리즈 제작자 미야모토 시게루는 2003년 인터뷰에서 모든 게임을 연결하는 내부문서가 존재한다고 발언했으며, 프로듀서 아오누마 에이지는 2010년에 이 문서에 대해 자신과 미야모토, 그리고 각 게임의 감독만이 접근할 수 있는 비밀문서라고 칭했다. 2011년 12월, 일본에서 출판된 〈젤다의 전설: 하이랄 히스토리아〉에서 시리즈 시간선이 공식적으로 정립됐다.

### 등장인물

#### 링크
링크는 《젤다의 전설》 게임들의 주인공이 공유하는 이름이다. 각 작품의 '링크'는 대체적으로 뾰족한 녹색 모자를 쓰고 용기의 트라이포스를 사용하는 소년 남자의 하일리아인이라는 특징이 있다. 대부분의 게임에서 플레이어는 모험 시작 전 링크에게 별개의 이름을 지어줄 수 있으며 이 경우 논플레이어 캐릭터는 해당 이름으로 링크를 지칭한다. 각 작품의 링크는 별명을 가지고 있는데, 예를 들어 《시간의 오카리나》와 《무쥬라의 가면》의 링크는 "시간의 용사"라고 불린다. 비디오 게임의 과묵한 주인공으로서 링크는 직접 말을 하지 않고 단말마같은 짧은 음성만 낸다.

#### 젤다
젤다는 하이랄의 공주이자 지혜의 트라이포스의 수호자이다. 《젤다의 전설》 시리즈의 '젤다'들은 서로가 조상 혹은 자손인 혈연관계를 가졌다. 대부분의 게임에서 젤다는 링크가 가논으로부터 구출해야하는 대상이지만, 일부에서 마법과 무기를 사용해 전투에 참여하거나 보조하는 역할도 맡는다.

#### 가논
가논, 정식명칭 가논돌프는 《젤다의 전설》 시리즈 전체에서 최종악역을 맡는 인물이다. 가논은 사막 도적민족 겔드의 지도자이다. 링크, 젤다같은 시리즈 내 고정출연 인물들과는 달리 모든 작품에 등장하는 가논은 동일인물이라는 특징이 있다.

## 게임 시리즈
다음은 게임 시장에 진입하는 순서대로 게임의 시리즈는 다음과 같다.
| 작품 명칭                                 | 지원 기종                                                                         | 발매 연도   |
| 메인 시리즈                               | 메인 시리즈                                                                       | 메인 시리즈 |
| ----------------------------------------- | --------------------------------------------------------------------------------- | ----------- |
| 하이랄 판타지: 젤다의 전설                | 닌텐도 엔터테인먼트 시스템, 게임큐브, 게임보이 어드벤스, Wii, Nintendo 3DS, Wii U | 1986년      |
| 젤다의 전설 2 링크의 모험                 | 닌텐도 엔터테인먼트 시스템, 게임큐브, 게임보이 어드벤스, Wii, Nintendo 3DS, Wii U | 1987년      |
| 젤다의 전설 신들의 트라이포스             | 슈퍼 패미컴, 게임보이 어드벤스, Wii, Wii U, New Nintendo 3DS                      | 1991년      |
| 젤다의 전설 꿈꾸는 섬                     | 게임보이, 게임보이 컬러, Nintendo 3DS, Nintendo Switch                            | 1993년      |
| 젤다의 전설 시간의 오카리나               | 닌텐도 64, 게임큐브, Wii, Wii U                                                   | 1998년      |
| 젤다의 전설 무쥬라의 가면                 | 닌텐도 64, 게임큐브, Wii, Wii U                                                   | 2000년      |
| 젤다의 전설 신들의 트라이포스 & 4개의 검  | 게임보이 컬러, Nintendo 3DS                                                       | 2001년      |
| 젤다의 전설 4개의 검                      | 게임보이 어드벤스, Nintendo DSi                                                   | 2002년      |
| 젤다의 전설 바람의 지휘봉                 | 게임큐브, Wii U                                                                   | 2002년      |
| 젤다의 전설 4개의 검+                     | 게임큐브                                                                          | 2004년      |
| 젤다의 전설 이상한 모자                   | 게임보이 어드벤스, Wii U                                                          | 2004년      |
| 젤다의 전설 황혼의 공주                   | 게임큐브, Wii                                                                     | 2006년      |
| 젤다의 전설 몽환의 모래시계               | Nintendo DS, Wii U                                                                | 2007년      |
| 젤다의 전설 대지의 기적                   | Nintendo DS, Wii U                                                                | 2009년      |
| 젤다의 전설 스카이워드 소드               | Wii                                                                               | 2011년      |
| 젤다의 전설 신들의 트라이포스 2           | Nintendo 3DS                                                                      | 2013년      |
| 젤다의 전설: 트라이포스 삼총사            | Nintendo 3DS                                                                      | 2015년      |
| 젤다의 전설 브레스 오브 더 와일드         | Wii U, Switch                                                                     | 2017년      |
| 젤다의 전설 꿈꾸는 섬 리메이크            | Switch                                                                            | 2019년      |
| 젤다의 전설 티어스 오브 더 킹덤           | Switch                                                                            | 2023년      |
| 외전 시리즈                               |                                                                                   |             |
| 젤다                                      | Game & Watch, Nintendo Mini Classics                                              | 1989년      |
| 젤다의 전설                               | Nelsonic Game Watch                                                               | 1989년      |
| 젤다의 전설: 신들의 트라이포스            | Barcode Battler II                                                                | 1992년      |
| Link: The Faces of Evil                   | CD-i                                                                              | 1993년      |
| Zelda: The Wand of Gamelon                | CD-i                                                                              | 1993년      |
| Zelda’s Adventure                         | CD-i                                                                              | 1995년      |
| BS Zelda no Densetsu                      | Super Nintendo Entertainment System (Satellaview)                                 | 1995년      |
| BS Zelda no Densetsu: Inishie no Sekiban  | Super Nintendo Entertainment System (Satellaview)                                 | 1997년      |
| Freshly-Picked Tingle’s Rosy Rupeeland    | Nintendo DS                                                                       | 2006년      |
| 링크의 사격 트레이닝                      | Wii                                                                               | 2007년      |
| Irozuki Tincle no Koi no Balloon Trip     | Nintendo DS                                                                       | 2009년      |
| Hyrule Warriors                           | Wii U                                                                             | 2014년      |
| Hyrule Warriors Legends                   | Nintendo 3DS                                                                      | 2016년      |
| Cadence of Hyrule                         | Switch                                                                            | 2019년      |
| 젤다무쌍 하이랄의 전설들                  | Switch                                                                            | 2017년      |
| 젤다무쌍 대재앙의 시대                    | Switch                                                                            | 2020년      |
| 확장 이식판                               |                                                                                   |             |
| 젤다의 전설: 시간의 오카리나 3D           | Nintendo 3DS                                                                      | 2011년      |
| The Legend of Zelda: The Wind Waker HD    | Wii U                                                                             | 2013년      |
| 젤다의 전설: 무쥬라의 가면 3D             | Nintendo 3DS                                                                      | 2015년      |
| The Legend of Zelda: Twilight Princess HD | Wii U                                                                             | 2016년      |
| The Legend of Zelda: Link’s Awakening     | Switch                                                                            | 2019년      |
| The Legend of Zelda: Skyward Sword HD     | Switch                                                                            | 2021년      |

## 역사
| 1986– |  | – 젤다의 전설                                                         |
| 1987– |  | – 링크의 모험                                                         |
| 1988– |  |                                                                       |
| 1989– |  |                                                                       |
| 1990– |  |                                                                       |
| 1991– |  | – 신들의 트라이포스                                                   |
| 1992– |  |                                                                       |
| 1993– |  | – 꿈꾸는 섬                                                           |
| 1994– |  |                                                                       |
| 1995– |  |                                                                       |
| 1996– |  |                                                                       |
| 1997– |  |                                                                       |
| 1998– |  | – 시간의 오카리나 – 꿈꾸는 섬 DX                                      |
| 1999– |  |                                                                       |
| 2000– |  | – 무쥬라의 가면                                                       |
| 2001– |  | – 시공의 장 – 대지의 장                                               |
| 2002– |  | – 신들의 트라이포스 & 4개의 검 – 바람의 택트                          |
| 2003– |  |                                                                       |
| 2004– |  | – 4개의 검+ – 이상한 모자                                             |
| 2005– |  |                                                                       |
| 2006– |  | – 황혼의 공주                                                         |
| 2007– |  | – 몽환의 모래시계                                                     |
| 2008– |  |                                                                       |
| 2009– |  | – 대지의 기적                                                         |
| 2010– |  |                                                                       |
| 2011– |  | – 시간의 오카리나 3D – 스카이워드 소드                                |
| 2012– |  |                                                                       |
| 2013- |  | ― 신들의 트라이포스 2                                                 |
| 2014- |  | ―                                                                     |
| 2015- |  | ― 젤다의 전설 무쥬라의 가면 , 젤다무쌍, 젤다의 전설 트라이포스 삼총사 |
| 2016- |  | ―                                                                     |
| 2017- |  | 젤다의 전설 브레스 오브 더 와일드                                     |

## 기타 매체

### 텔레비전 프로그램
1989년, DIC 엔터테인먼트가 제작하고 비아콤 프로덕션스가 배급한 미국 텔레비전 애니메이션이 《더 슈퍼 마리오 브라더스 슈퍼 쇼》의 부가편성으로서 총 13화로 방영됐다. 《젤다의 전설》편은 매주 금요일에 방영됐다. 당시 출시된 두 종의 패밀리 컴퓨터 비디오 게임(《젤다의 전설》 1편과 《링크의 모험》)에 기반하며 기존 비디오 게임 세계관에 애니메이션만의 설정을 결합했다. 이 애니메이션에 등장하는 링크와 젤다는 이후 딕 엔터테인먼트가 제작한 또다른 애니메이션 《캡틴 N: 더 게임 마스터》 2기에 특별출연했다.
넷플릭스의 익명직원이 〈월스트리트 저널〉에 제보한 정보에 따르면 2015년 경부터 실사드라마가 개발되고 있었다고 한다. 넷플릭스와 닌텐도의 공동제작품으로 전체이용가용 《왕좌의 게임》을 목표로 했다고 전했다.

### 영화
2007년, 《닌자 거북이 TMNT》와 《아스트로 보이: 아톰의 귀환》의 애니메이션을 담당한 이마기 애니메이션 스튜디오스가 《젤다의 전설》 영화화 제안을 위한 시험영상을 제작했다. 제작사의 제의에 대해 닌텐도는 1993년 실사영화 《슈퍼 마리오》의 상업적 참패를 근거로 거절했다. 2013년, 아오누마는 영화가 제작되면 닌텐도가 아마도 관중과의 상호작용을 활용할 것이라고 발언했다. 2023년 6월, 닌텐도가 그 해 초 개봉한 영화 《슈퍼 마리오 브라더스》의 양호한 성적을 바탕으로 일루미네이션과 유니버설 픽쳐스에게 《젤다의 전설》 영상화를 제안할 것이라는 소문이 보도됐다. 허나 같은 달 말 일루미네이션 CEO 크리스 멜러댄드리가 이를 사실이 아니라며 부정했다.
2023년 11월, 닌텐도가 소니 픽처스와 공동으로 《젤다의 전설》 실사영화 및 전세계 배급할 계획을 공개했다. 웨스 볼이 감독을 맡으며 미야모토 시게루와 아비 아라드가 공동제작했다. 웨스 볼과 공동제작자 조 하트윅 주니어 또한 오드볼 엔터테인먼트를 통해 제작에 참여했다. 2027년 3월 26일 전세계 개봉예정이다.

## 참조

### 주해
1. ↑  한국 한자: 젤다의 傳說 일본어: ゼルダの伝説, 영어: The Legend of Zelda